# Chino mandarín
El mandarín (en chino tradicional, 官話; en chino simplificado, 官话; pinyin, guānhuà; literalmente, ‘habla de los oficiales’), también llamado chino del norte (en chino tradicional, 北方話; en chino simplificado, 北方话; pinyin, běifānghuà), es la rama del chino que incluye los dialectos mutuamente inteligibles hablados en el norte, centro y suroeste de China. Con más de 939 millones de hablantes, es la principal forma hablada del chino, así como la lengua con mayor número de hablantes nativos seguida por el español y la segunda en número de hablantes totales después del inglés. El mandarín es muy diferente de las lenguas chinas del sur, como el cantonés o el shanghainés, puesto que estas formas divergieron del chino medio. 
El término "mandarín" se usa frecuentemente para referirse al mandarín o chino estándar que es la forma hablada del chino normativa oficial, conocida en chino como pǔtōnghuà, guóyǔ o huáyǔ que se empezó a configurar en su forma moderna a principios del siglo XX, basada fundamentalmente en la variedad pequinesa del mandarín.
La palabra "mandarín" (que viene del portugués mandarim, del malayo menteri, del sánscrito mantrī, mantrin, que significa 'ministro' o 'consejero') designaba originalmente a un funcionario de los imperios Ming y Qing. Como las diferentes variedades del chino eran a menudo ininteligibles entre sí, estos funcionarios se comunicaban utilizando una lengua koiné basada en diversas variedades del norte. Cuando los misioneros jesuitas aprendieron esta lengua estándar en el siglo XVI, la llamaron "mandarín", por su nombre chino guānhuà, 'lengua de los oficiales'.

## Historia
Los cientos de variedades locales modernas de chino se desarrollaron a partir de variantes regionales del chino antiguo y del chino medio. Tradicionalmente, se han reconocido siete grandes grupos de dialectos. Aparte del mandarín, los otros seis son el Wu, el Gan y el Xiang en el centro de China y el Min, el Hakka y el Yue en la costa sudeste. El Atlas lingüístico de China (1987) distingue otros tres grupos: el Jin (escindido del mandarín), el Huizhou en la región de Huizhou de Anhui y Zhejiang, y el pinghua en Guangxi y Yunnan. 

### Mandarín antiguo

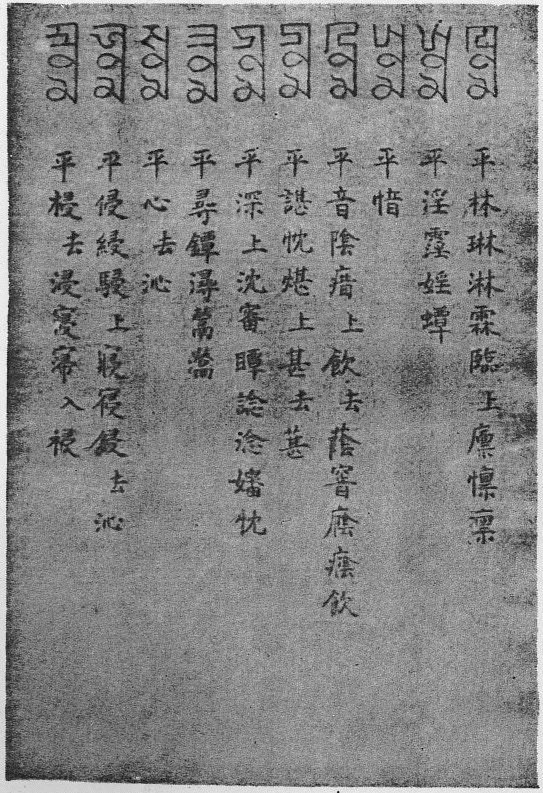
Una página del diccionario de rimas Menggu Ziyun, que cubre las sílabas tsim a lim

Tras la caída de la Song del Norte (959-1126) y durante el reinado de las dinastías Jin (1115-1234) y Yuan (mongola) en el norte de China, se desarrolló una forma común de hablar basada en los dialectos de la llanura del norte de China alrededor de la capital, una lengua denominada mandarín antiguo. Los nuevos géneros de la literatura vernácula se basaron en esta lengua, incluyendo el verso, el drama y las formas de la historia, tales como la poesía qu y sanqu.
Las convenciones de rima del nuevo verso se codificaron en un diccionario de rima llamado Zhongyuan Yinyun (1324). Este diccionario, que se aparta radicalmente de la tradición de la tabla de rimas que había evolucionado en los siglos anteriores, contiene abundante información sobre la fonología del mandarín antiguo. Otras fuentes son la escritura 'Phags-pa, basada en el alfabeto tibetano, que se utilizó para escribir varias de las lenguas del imperio mongol, incluido el chino, y el Menggu Ziyun, un diccionario de rimas basado en la escritura Phags-pa. Los libros de rimas difieren en algunos detalles, pero en general muestran muchos de los rasgos característicos de los dialectos modernos del mandarín, como la reducción y desaparición de las plosivas finales y la reorganización de los tonos del chino medio.
En el chino medio, las consonantes iniciales oclusivas y africadas mostraban un triple contraste entre consonantes tenuis, aspiradas sordas y sonoras. Había cuatro tonos, con el cuarto o "tono de entrada", un tono marcado que comprendía sílabas terminadas en plosivas (-p, -t o -k). Las sílabas con iniciales sonoras tendían a pronunciarse con un tono más bajo y, a finales de la dinastía Tang, cada uno de los tonos se había dividido en dos registros condicionados por las iniciales. Cuando se perdió la sonoridad en todas las lenguas excepto en la subfamilia Wu, esta distinción se convirtió en fonémica y el sistema de iniciales y tonos se reorganizó de forma diferente en cada uno de los grupos principales.
El Zhongyuan Yinyun muestra el típico sistema mandarín de cuatro tonos resultante de la división del tono "par" y la pérdida del tono entrante, con sus sílabas distribuidas entre los otros tonos (aunque su diferente origen está marcado en el diccionario). Del mismo modo, las plosivas y africadas sonoras se han convertido en aspiradas sordas en el tono "par" y en no aspiradas sordas en los demás, otra evolución distintiva del mandarín. Sin embargo, la lengua aún conservaba la -m final, que se ha fusionado con la -n en los dialectos modernos, y las fricativas sonoras iniciales. También conservó la distinción entre velares y sibilantes alveolares en entornos palatales, que más tarde se fusionaron en la mayoría de los dialectos mandarines para dar lugar a una serie palatal (representada como j-, q- y x- en pinyin).
La floreciente literatura vernácula de la época también muestra vocabulario y sintaxis distintivamente mandarines, aunque algunos, como el pronombre de tercera persona tā (他), se remontan a la dinastía Tang.

### Literatura vernácula
Hasta principios del siglo XX, la escritura formal e incluso gran parte de la poesía y la ficción se realizaban en chino literario, que seguía el modelo de los clásicos del periodo de los Estados Combatientes y la dinastía Han. Con el tiempo, las distintas variedades habladas divergieron mucho del chino literario, que se aprendía y componía como una lengua especial. Preservado de los cambios de sonido que afectaron a las distintas variedades habladas, su economía de expresión fue muy valorada. Por ejemplo, 翼 (yì, "ala") es inequívoco en chino escrito, pero tiene más de 75 homófonos en chino estándar.
El lenguaje literario era menos apropiado para documentos destinados a ser representados o recitados, como obras de teatro o cuentos. Al menos desde las obras de teatro de la dinastía Yuan, que narraban las historias subversivas de los Robin Hood chinos, hasta las novelas de la dinastía Ming, como Bandidos del pantano, pasando por la novela de la dinastía Qing Sueño de la cámara roja y más allá, se desarrolló una literatura en chino vernáculo escrito (白話/白话, báihuà). En muchos casos, esta lengua escrita reflejaba las variedades del mandarín y, dado que las diferencias de pronunciación no se transmitían en esta forma escrita, esta tradición tenía una fuerza unificadora en todas las regiones de habla mandarín y más allá.
Hu Shih, figura fundamental de la primera mitad del siglo XX, escribió un influyente y perspicaz estudio sobre esta tradición literaria, titulado Báihuà Wénxuéshǐ ("Historia de la literatura vernácula").

### Koiné del Bajo Imperio

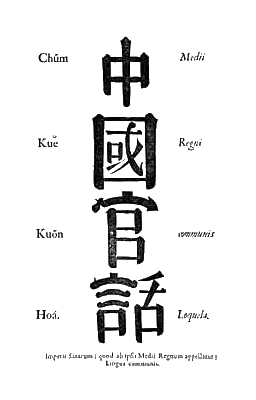
Zhongguo Guanhua (中國官話), o Medii Regni Communis Loquela ("Habla común del Reino Medio"), utilizado en el frontispicio de una gramática china temprana publicada por Étienne Fourmont (con Arcadio Huang) en 1742.

Los chinos tienen lenguas diferentes en las distintas provincias, hasta tal punto que no pueden entenderse entre sí.... [Ellos] tienen también otra lengua que es como una lengua universal y común; ésta es la lengua oficial de los mandarines y de la corte; es entre ellos como el latín entre nosotros.... Dos de nuestros padres [Michele Ruggieri y Matteo Ricci] han estado aprendiendo esta lengua mandarina... Alessandro Valignano, Historia del principio y progresso de la Compañía de Jesús en las Indias Orientales, I:28 (1542-1564)
Hasta mediados del siglo XX, la mayoría de los chinos que vivían en muchas partes del sur de China hablaban sólo su variedad local. Como medida práctica, los funcionarios de las dinastías Ming y Qing llevaron a cabo la administración del imperio utilizando una lengua común basada en variedades del mandarín, conocida como Guānhuà. El conocimiento de esta lengua era, por tanto, esencial para la carrera oficial, pero nunca se definió formalmente.
Los funcionarios variaban mucho en su pronunciación; en 1728, el Emperador Yongzheng, incapaz de entender los acentos de los funcionarios de Guangdong y Fujian, promulgó un decreto exigiendo a los gobernadores de esas provincias que dispusieran la enseñanza de una pronunciación correcta. Aunque las Academias para la Pronunciación Correcta (en chino, 正音書院; pinyin, Zhèngyīn Shūyuàn) resultantes tuvieron una corta vida, el decreto engendró una serie de libros de texto que dan una idea de la pronunciación ideal. Entre las características comunes se incluyen:
- Pérdida de las iniciales sonoras del chino medio, excepto la v-.
- Fusión de las finales -m con -n.
- El sistema de cuatro tonos característico del mandarín en sílabas abiertas, pero conservando una oclusión glotal final en sílabas de "tono entrante".
- la retención de la distinción entre velares palatalizadas y africadas dentales, origen de las grafías "Pekín" y "Tientsin" para las modernas "Pekín" y "Tianjin".[14]

Como indican los dos últimos rasgos, esta lengua era una koiné basada en los dialectos hablados en la zona de Nankín, aunque no idéntica a ningún dialecto en particular. Esta forma mantuvo su prestigio mucho después de que la capital se trasladara a Pekín en 1421, aunque el habla de la nueva capital surgió como norma rival. Todavía en 1815, el misionero  Robert Morrison  basó el primer diccionario inglés-chino en este koiné como estándar de la época, aunque admitió que el dialecto de Pekín estaba ganando influencia.  A mediados del siglo XIX, el dialecto de Pekín se había convertido en dominante y era esencial para cualquier negocio con la corte imperial.

### Chino mandarín estándar
La variante del mandarín hablada por las clases cultas de Pekín fue convertida en lengua oficial de China por la dinastía Qing a principios del siglo XX y el sucesivo gobierno republicano. En los primeros años de la República de China, intelectuales del Movimiento de la Nueva Cultura, como Hu Shih y Chen Duxiu, lucharon con éxito por la sustitución del chino literario como norma escrita por el chino vernáculo escrito, basado en los dialectos del norte. Una prioridad paralela era la definición de una lengua nacional estándar (en chino tradicional, 國語; en chino simplificado, 国语; pinyin, Guóyǔ; Wade-Giles, Kuo²-yü³). Tras muchas disputas entre los partidarios de los dialectos septentrionales y meridionales y un intento fallido de una pronunciación artificial,  la Comisión Nacional de Unificación Lingüística se decantó finalmente por el dialecto de Pekín en 1932. La República Popular, fundada en 1949, mantuvo esta norma, llamándola pǔtōnghuà (en chino tradicional, 普通話; en chino simplificado, 普通话; literalmente, ‘habla común’). Alrededor del 54% de los hablantes de las variedades del mandarín podían entender la lengua estándar a principios de los años 50, porcentaje que aumentó hasta el 91% en 1984.  A nivel nacional, la proporción de hablantes que entendían la lengua estándar pasó del 41% al 90% en el mismo periodo.
Esta lengua estándar se utiliza actualmente en la educación, los medios de comunicación y las ocasiones formales tanto en China continental como en Taiwán, así como entre la comunidad china de Singapur. Sin embargo, en otras partes del mundo de habla china, como Hong Kong y Macao, la forma estándar del chino utilizada en la educación, los medios de comunicación, el habla formal y la vida cotidiana sigue siendo el cantonés local debido a su historia colonial y lingüística. Aunque el mandarín estándar es ahora el medio de instrucción en las escuelas de toda China, todavía tiene que ganar terreno como lengua común entre la población local en las zonas donde los dialectos del mandarín no son nativos. En estas regiones, la gente puede ser diglósica o hablar la lengua estándar con un acento notable. Sin embargo, desde principios del siglo XXI, el gobierno chino ha realizado un esfuerzo de educación masiva en chino mandarín estándar y de desincentivación del uso de las lenguas locales con el fin de borrar estas diferencias regionales.
Desde un punto de vista oficial, los gobiernos de China continental y Taiwán mantienen sus propias formas del estándar con nombres diferentes. Las formas codificadas tanto del Pǔtōnghuà como del Guóyǔ basan su fonología en el acento de Pekín, y también toman algunos elementos de otras fuentes, y se desvían del dialecto de Pekín en vocabulario, gramática y pragmática. La comparación de los diccionarios producidos en las dos zonas mostrará que hay pocas diferencias sustanciales. Sin embargo, ambas versiones del chino "estándar escolar" suelen diferir bastante de las variedades de mandarín que se hablan según los hábitos regionales, y ninguna de las dos es totalmente idéntica al dialecto de Pekín.
Las formas escritas del chino estándar también son esencialmente equivalentes, aunque los caracteres simplificados se utilizan en China continental y Singapur, mientras que los caracteres tradicionales siguen en uso en Taiwán, Hong Kong y Macao. Singapur ha seguido a China continental en la adopción oficial de los caracteres simplificados.

## Descripción lingüística
Para una descripción del chino mandarín estándar debe consultarse el artículo más específico.

### Comparación léxica
Dentro del mandarín existe una gran variación fonológica, tanto en la fonología segmental como en la realización de los tonos. El siguiente cuadro reproduce algunos de los pronombres personales:
|                       | Estándar Pekín | Mandarín SE Yángzhōu | Mandarín NE Xī'ān | Mandarín SW Chéngdū | Mand. central Língbǎo |
| --------------------- | -------------- | -------------------- | ----------------- | ------------------- | --------------------- |
| 1.ª sing "yo"         | uo3            | o3                   | ŋə3               | ŋo3                 | ŋɤ3                   |
| 2.ª sing "tú"         | ni3            | liɪ3                 | ni3               | ɲi3                 | ni3                   |
| 3.ª sing "él/ella"    | tha1           | tha1                 | tha1              | tha1                | tha1                  |
| 1.ª sg. gen. "mi"     | uo3 tə         | o3 tiɪ               | ŋə3 ti            | ŋo3 nɛ              | ŋɤ3 ti                |
| 1.ª plural "nosotros" | uo3 mən        | o3 məŋ               | ŋə3 mẽ            | ŋo3 mən             | ŋɤ3 mɛ̃                |

### Fonología
El inventario consonántico del chino mandarín estándar moderno viene dado por:
|             | Bilabial | Bilabial | Labio- dental | Labio- dental | Alveolar | Alveolar | Retrofleja | Retrofleja | Alveo- palatal | Alveo- palatal | Velar | Velar |
| ----------- | -------- | -------- | ------------- | ------------- | -------- | -------- | ---------- | ---------- | -------------- | -------------- | ----- | ----- |
| Nasal       | m        | m        |               |               | n        | n        |            |            |                |                | ŋ     | ŋ     |
| Oclusiva    | p        | pʰ       |               |               | t        | tʰ       |            |            |                |                | k     | kʰ    |
| Africada    |          |          |               |               | ts       | tsʰ      | ʈʂ         | ʈʂʰ        | tɕ             | tɕʰ            |       |       |
| Fricativa   |          |          | f             | f             | s        | s        | ʂ          | (ʐ)        | ɕ              | ɕ              | x     | x     |
| Aproximante |          |          |               |               | l        | l        | ɻ          | ɻ          | j              | ɥ              | w     | w     |

El inventario vocálico incluye: /i, e, a, o, u, y/ (la vocal /y/ se transcribe como <-ü> o <-u->) según el contexto. La vocal /a/ se articula usualmente como [a] aunque junto a palatal puede pronunciarse como [e], el fonema /e/ presenta una importante variación alofónica [ɤ, ə, ɛ]. Además existen cuatro tonos diferentes que son fonémicamente distintivos.

### Gramática
El chino mandarín como el resto de lenguas siníticas es una lengua aislante donde muchas construcciones son analíticas, formadas sintácticamente, y con una morfología residual. La lengua usa postposiciones en lugar de preposiciones. El orden sintáctico predominante es SVO. Estos rasgos lo alejan del tipo de otras lenguas sinotibetanas como son particularmente las lenguas tibetano-birmanas, tipológicamente bastante diferentes de las lenguas siníticas, aunque el parentesco entre el sinítico y el tibetano-birmano reflejado en las formas léxicas es claramente reconocible, a pesar de los cambios gramaticales que han hecho que actualmente las lenguas de ambos grupos presenten tipologías lingüísticas muy diferentes.

### Dialectos

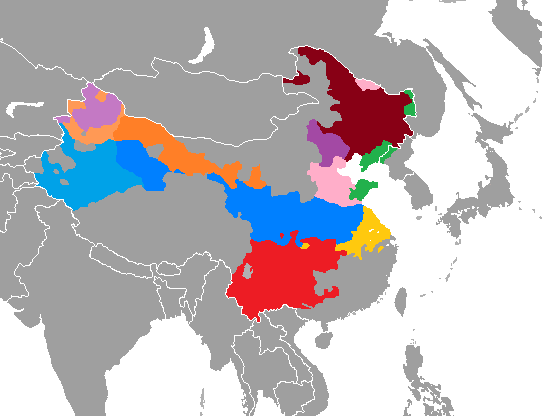
Dialectos del mandarín.

La clasificación de los dialectos chinos evolucionó durante el siglo XX, y muchos puntos siguen sin resolverse. Las primeras clasificaciones tendían a seguir las fronteras provinciales o los principales accidentes geográficos
En 1936, Wang Li elaboró la primera clasificación basada en criterios fonéticos, principalmente la evolución de las iniciales sonoras del chino medio. Su grupo de mandarín incluía los dialectos del norte y el suroeste de China, así como los de Hunan y el norte de Jiangxi. La clasificación de Li Fang-Kuei de 1937 distinguía los dos últimos grupos como Xiang y Gan, mientras que dividía los restantes dialectos del mandarín entre los grupos del norte, el bajo Yangtze y el suroeste del mandarín. 
La clasificación de siete grupos de Yuan Jiahua, ampliamente aceptada en 1960, mantenía separados el xiang y el gan, y dividía el mandarín en los subgrupos del norte, el noroeste, el sudoeste y el Jiang-Huai (Bajo Yangtsé) De los cuatro subgrupos de mandarín de Yuan, los dialectos del noroeste son los más diversos, especialmente en la provincia de Shanxi. [El lingüista Li Rong propuso que los dialectos del noroeste de Shanxi y las zonas vecinas que conservan una oclusión glótica final en la categoría de tono entrante del chino medio (plosivo-final) deberían constituir un grupo separado de nivel superior llamado Jin. Muchos otros lingüistas siguen incluyendo estos dialectos en el grupo del mandarín, señalando que los dialectos del bajo Yangtze también conservan la oclusión glótica.
El límite meridional del área del mandarín, con los grupos centrales Wu, Gan y Xiang, está débilmente definido debido a siglos de difusión de rasgos septentrionales. Muchas variedades fronterizas presentan una mezcla de rasgos que dificultan su clasificación. La frontera entre el mandarín del suroeste y el xiang es particularmente débil, y en muchas de las primeras clasificaciones no se separaban los dos. Zhou Zhenhe y You Rujie incluyen los nuevos dialectos xiang dentro del mandarín del suroeste, tratando sólo los dialectos xiang antiguos, más conservadores, como un grupo separado. Los dialectos de Huizhou tienen rasgos tanto del mandarín como del wu, y han sido asignados a uno u otro de estos grupos o tratados como separados por varios autores. Li Rong en el Atlas Lingüístico de China lo trataron como un grupo separado de primer nivel, pero esto sigue siendo controvertido.
- Dialecto pekinés
- Mandarín del Noreste
- Mandarín jilu
- Mandarín jiaoliao
- Mandarín zhongyuan
- Mandarín lanyin
- Mandarín jianghuai
- Mandarín del Suroeste